# マシンロボ 600
マシンロボ 600は、マシンロボシリーズの初期メインアイテムとして1982年～1985年にバンダイから発売された玩具シリーズ。
商品名に「600」の名は冠されていないが、価格（600円）から通称として呼ばれるようになり、定着した。

## 概要
第1期シリーズとしてMR-01から06までの6種が1982年に発売。
600円という低価格でありながらもメッキやダイキャスト、クリアーパーツやゴムタイヤなどのパーツを多用した豪華な商品仕様や大胆な変形機構などが好評を呼んだ。玩具店の定番人気アイテムとなってシリーズは長期化し、最終的に54種以上がラインナップ。また600シリーズを中核に、大型基地や巨大ロボといった連動玩具も多数発売され、マシンロボは一大人気シリーズとなった。
マシンロボのテレビアニメ化作品『クロノスの大逆襲』『ぶっちぎりバトルハッカーズ』『GoBots』にも、多くがキャラクターとして登場している。またテレビ化以前にプロモーション用のアニメビデオも制作されており、アメリカ版はハンナ・バーベラ社、日本版はスタジオぴえろが制作を担当した。
『クロノス』放映にあたり型番をリニューアルされ、「MRJ＝ジェット族（飛行マシン）」「MRB＝バトル族（地上マシン）」の2系統にカテゴリ分けされた。リニューアルから漏れたラインナップは型番無しで販売継続。

## ラインナップ

### 600シリーズ
- MR-01 バイクロボ
  - リニューアル後はMRB-12
- MR-02 バトルロボ
  - リニューアル後はMRB-13 マシン形態はSF的なデザインのバトルタンク[2]。
- MR-03 ブルージェットロボ
  - リニューアル後はMRJ-1「ブルージェットロボ」[2]
- MR-04 ジャイロロボ
- MR-05 スチームロボ
  - リニューアル後はMRB-5
- MR-06 ハイウェイロボ
  - マシン形態はSF的なデザインのハイウェイバス。シリーズでは初めて自動車型となっている[2]。
- MR-07 スーパーカーロボ
  - リニューアル後はMRB-11
- MR-08 バギーロボ
  - リニューアル後はMRB-6。青と赤の2色がある。
- MR-09 ダンプロボ
- MR-10 ファイアーロボ
  - リニューアル後はMRB-15
- MR-11 ブルドーザーロボ
- MR-12 新幹線ロボ
  - 新幹線0系電車のものが発売された後、東北新幹線の開通に合わせて東北新幹線バージョンのものも発売された[2]。
- MR-13 パトカーロボ
  - リニューアル後はMRB-2
- MR-14 シャトルロボ
  - リニューアル後はMRJ-4
- MR-15 救急ロボ
  - リニューアル後はMRB-7
- MR-16 スクーターロボ
- MR-17 ロッドドリルロボ
  - リニューアル後はMRB-1「ロッドドリルロボ」[2]
- MR-18 トレーラーロボ
- MR-19 ハリアーロボ
- MR-20 ポルシェロボ
  - リニューアル後はMRB-8
- MR-21 カウンタックロボ
  - リニューアル後はMRB-9
- MR-22 ニュー新幹線ロボ
  - 新幹線200系電車。リニューアル後はMRB-16
- MR-23 ミサイルタンクロボ
  - リニューアル後はMRB-4
- MR-24 クレーンロボ
- MR-25 エフフィフティーンイーグルロボ
  - リニューアル後はMRJ-7
- MR-26 清掃車ロボ
  - 東京都の清掃車。
- MR-27 二階バスバスロボ
  - ダブルデッカー。
- MR-28 ジープロボ
  - リニューアル後はMRB-10
- MR-29 ユーフォーロボ
- MR-30 三輪バギーロボ
- MR-31 セスナロボ
  - リニューアル後はMRJ-8。初回生産版では胸部分が白で彩色、足が青で成型された「ホワイトボディ」が発売された[2]。
- MR-32 エフワンロボ
- MR-33 サブマリンロボ
- MR-34 フォークリフトロボ
- MR-35 オフロードロボ
- MR-36 ミキサーロボ
  - 雑誌企画やキャンペーン用にプレゼントされたもの、初期に混入されたものは足やミキサーなどにメッキが施されていない[2]。
- MR-37 ハーレーロボ
  - リニューアル後はMRB-14
- MR-38 ミニクーパーロボ
- MR-39 ゼロ戦ロボ
- MR-40 カマンロボ
- MR-41 アパッチロボ
- MR-42 スカイラインロボ
  - リニューアル後はMRB-3
- MR-43 ホットロッドロボ
- MR-44 クラシックロボ
- MR-45 ブラックバードロボ
  - リニューアル後はMRJ-6
- MR-46 リムジンロボ（オリジナル）/霊柩車ロボ（ブラックVer.）
- MR-47 フェアチャイルドロボ
- MR-48 フェアレディロボ
- MR-49 ファルコンロボ
  - リニューアル後はMRJ-2
- MR-50 バートルロボ
- MR-51 ファントムロボ
  - リニューアル後はMRJ-5
- MR-52 トムキャットロボ
- MR-53 アポロロボ
  - リニューアル後はMRJ-3
- MR-54 バトルシップロボ
  - リニューアル後はMRB-17
- MR エイブラムスロボ
- MR ロードローラーロボ
- MR シティターボIIロボ
- MR CB1100Rロボ
- MR 複葉機ロボ
- MR エンタープライズロボ
- MR 冷凍車ロボ
- MR TGVロボ
- MR コンコルドロボ
- MR ホバークラフトロボ

### マシンロボベスト5
600シリーズのカラーバリエーションを5体セットにした特別セット。当時の定価は3000円。
- スペシャルシリーズ
  - バイク、バギー、ファイアー、パトカー、救急ロボの色違いセット。バギーにはポリス仕様のシールが付属する[2]。
- ハイマシンセット
  - スーパーカー、バギー、パトカー、ポルシェ、カウンタックロボの色違いセット。パトカーロボはパトランプが無くなっている[2]。
- コンストラクトシリーズ
  - ダンプ、ブルドーザー、トラック、クレーン、ジープロボの色違いセット。ジープロボには機銃が付属していない[2]。
- スカイマシンセット
  - ジェット、ジャイロ、シャトル、ハリアー、イーグルロボの色違いセット。シャトルロボは胸のシールが変更されている[2]。

### デビルインベーダー
悪役版の600シリーズとして、同価格で発売されたシリーズ。全5種。
600シリーズ同様、『クロノス』『バトルハッカーズ』にも登場。型番はそれぞれ「MRD-10○」から「MRGD-○」へ改められた。
- MRD-101 キャスモドン
- MRD-102 ファルゴス
- MRD-103 ザリオス
- MRD-104 ギルディス
- MRD-105 バルダス

### 非売品
- MR-B747 ジャンボジェットロボ[2]
  - JAL国内線機内の子供向けアメニティおよび「バトルアーマー5発売記念グッズキャンペーン」の景品として配布された限定品。
- マシンロボ変身ボールペン[2]
  - 1985年の「マシンロボワールドキャンペーン」景品。ボールペンからロボに変形する。ボディとインクの色は青と黒の2種が存在。